# Міський автомобіль

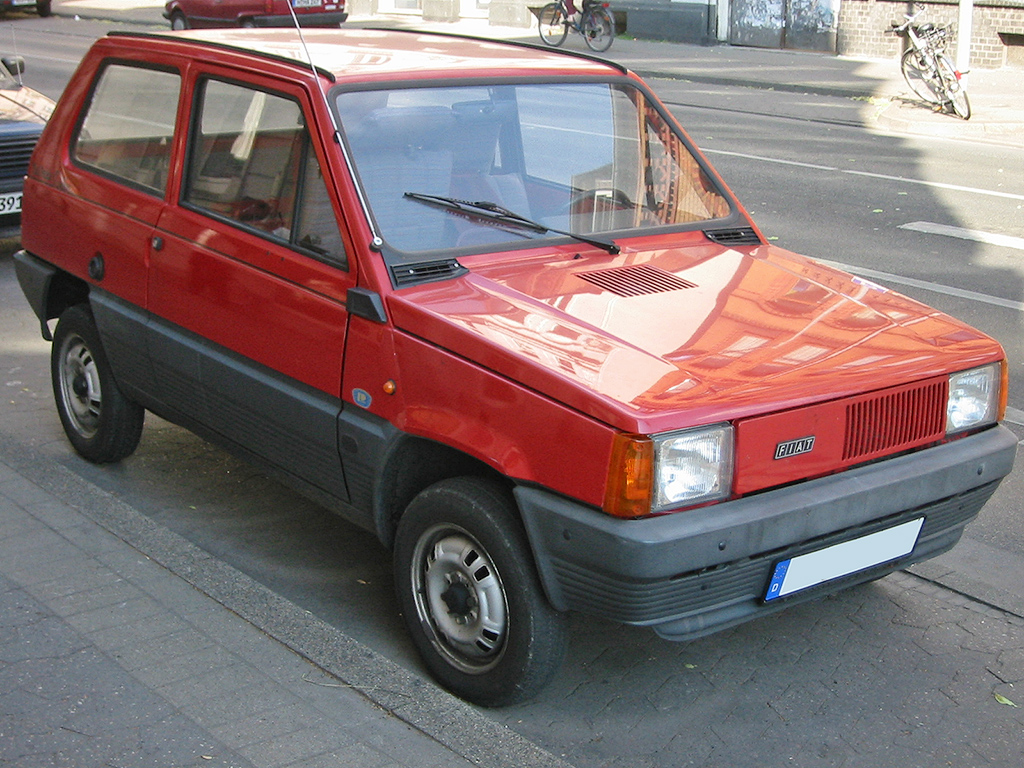
Fiat Panda, міський автомобіль 1980-х

Міський автомобіль (клас A, англ. city car) — це невеликий малопотужний автомобіль, призначений для використання в міській зоні. Він більший та швидший за мікроавтомобіль, має чотири місця, або навіть і п'ять місць. Зазвичай його довжина між 3400 мм та 3600 мм. Такі автомобілі продавались у Європі, починаючи з 1960-х. Більшість автовиробників мають один чи два міських автомобілі у своїй лінійці.

## Історія
Легкі та невеликі автомобілі продавалися ще до п'ятдесятих, однак вони ще не були відомі як власне міські авто. Такими були, наприклад, Austin 7 (1920-і), Fiat 500 "Topolino"(1930-і) та Crosley (1640-і). Після Другої світової війни деякі підприємства представили мікроавтомобілі, попередників міських автомобілів, наприклад: Bond Minicar  та AC Petite в Британії, Iso Isetta в Італії.
Згодом європейська економіка зміцніла. У 1957 Фіат запустив виробництво Fiat 500, а в 1959 BMC представила відомий міський автомобіль — Mini. Нідерландський автовиробник DAF у співпраці з італійським журналом та Quattroruote and Туринським підприємством OSI розробив DAF City. Після 1969 року почали з'являтися нові авто: Daihatsu запропонувала електричну модель, Toyota показала Town Spider, а General Motors представив три двомісні автомобілі, один електричний, один дизельний та один гібридний.  
Попри те, що ці автомобілі зараз розуміють як міські, вони були витіснені більшими авто наступного покоління. Вони були близько 3 метрів у довжину, але вміщували 4-х осіб, що витіснило їх з категорії мікроавтомобілів.  
Наприкінці 1980-х ці автомобілі виросли до таких розмірів, що багато покупців хотіли менше чотиримісне авто. Тож, в Японії було розпочато виробництво великої кількості таких авто:  Honda Today та Honda Acty, Subaru Sambar та Subaru Vivio, Daihatsu Atrai та Daihatsu Mira, Mitsubishi Minica та Mitsubishi Minicab, Suzuki Fronte та Suzuki Wagon R. В Європі також було запущено виробництво компактних автомобілів, зокрема Lancia Y10 (3,39 метра в довжину) презентована у 1985, а також Renault Twingo у 1993 (3,43 метра в довжину). В поєднанні з оригінальним дизайном екстер'єру та інтер'єру, Renault Twingo швидко став бестселером.  
У 1996 було презентовано Ford Ka з радикальним дизайном нового покоління. Форма авто не надавала багато простору, однак багато покупців його і не потребували, надаючи перевагу Ka перед іншими консервативними дизайнами; авто набуло особливої популярності серед британців.   

## Моделі

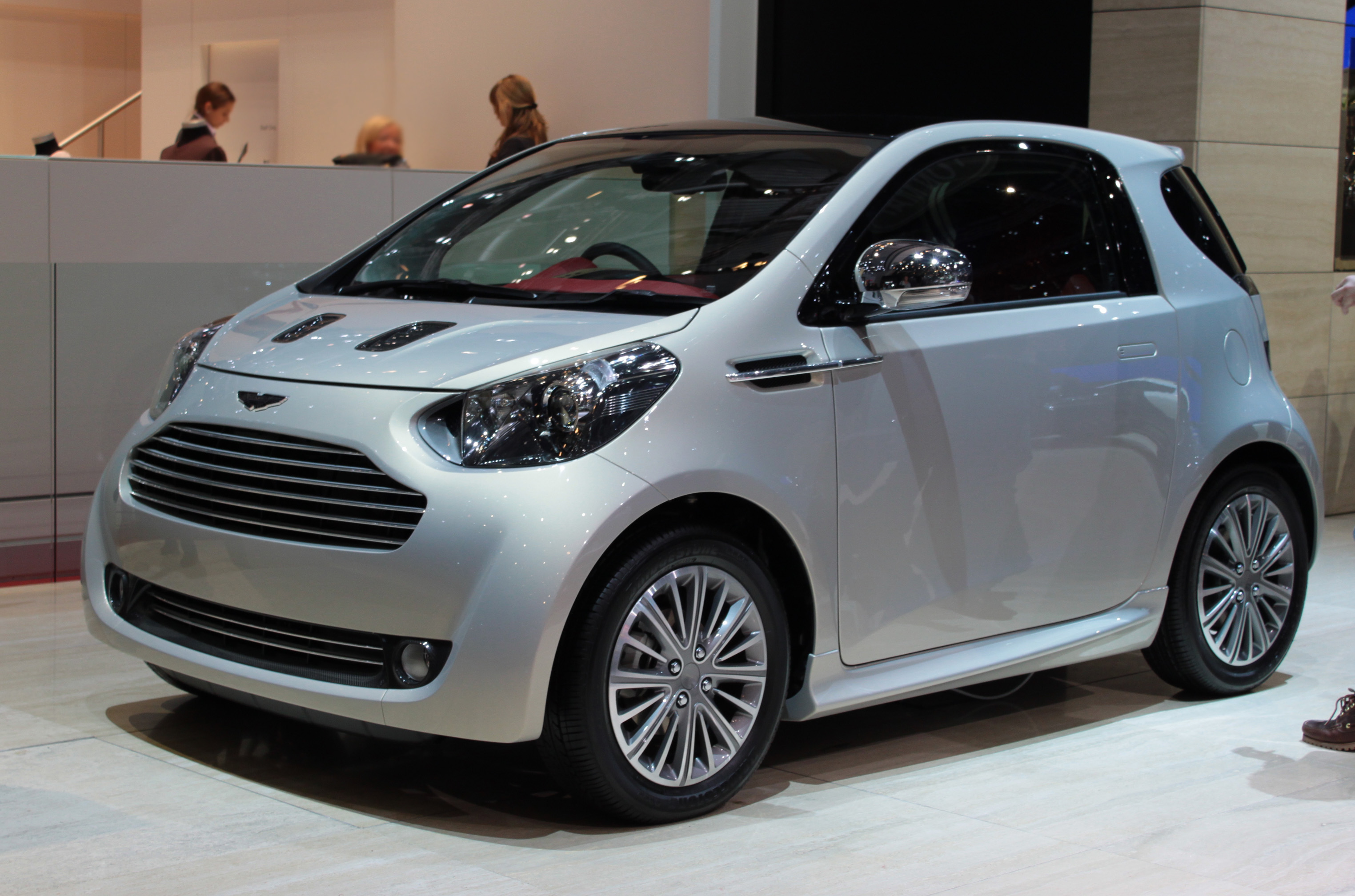
Aston Martin Cygnet
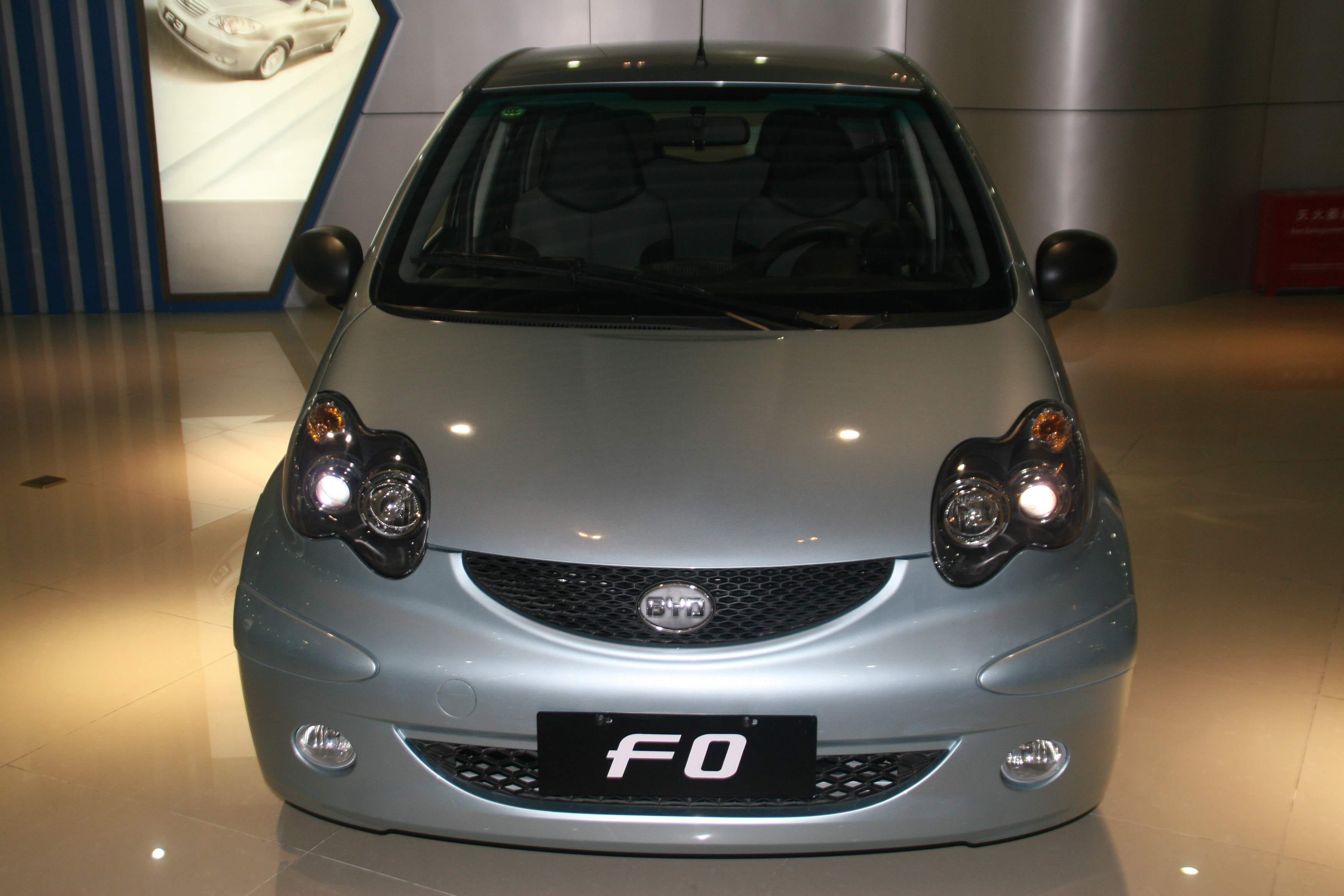
BYD F0
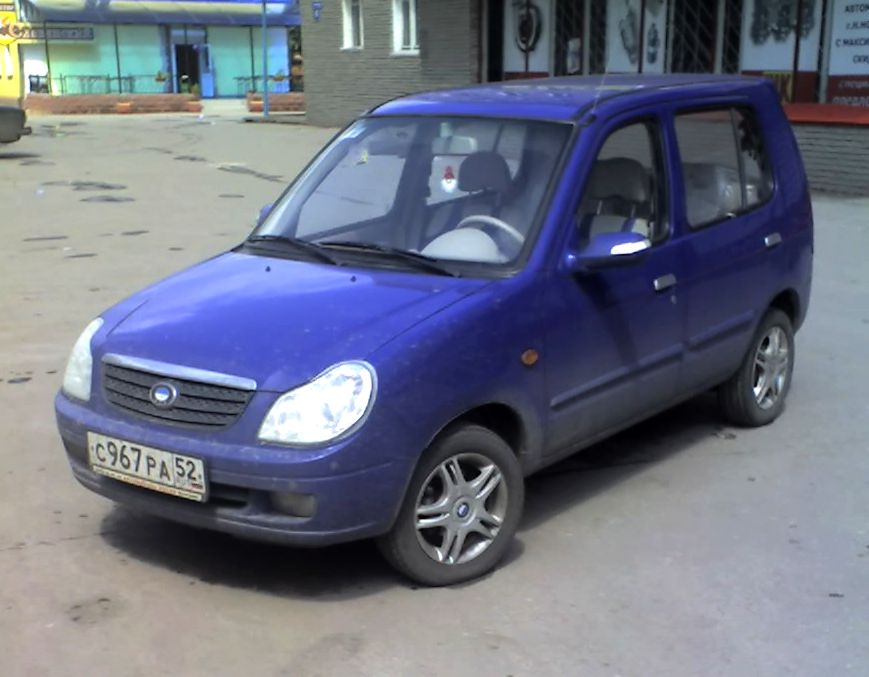
BYD Flyer
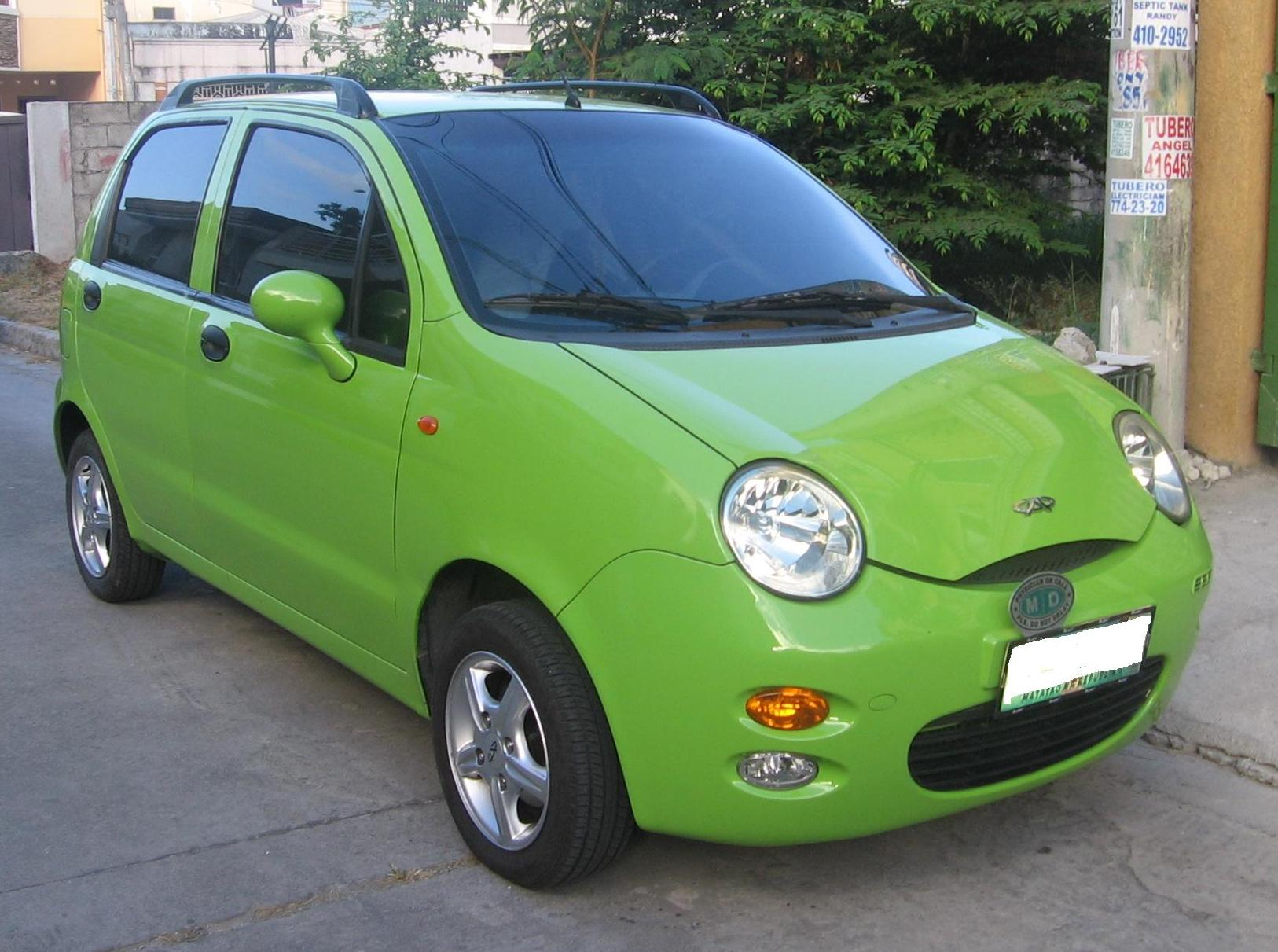
Chery QQ
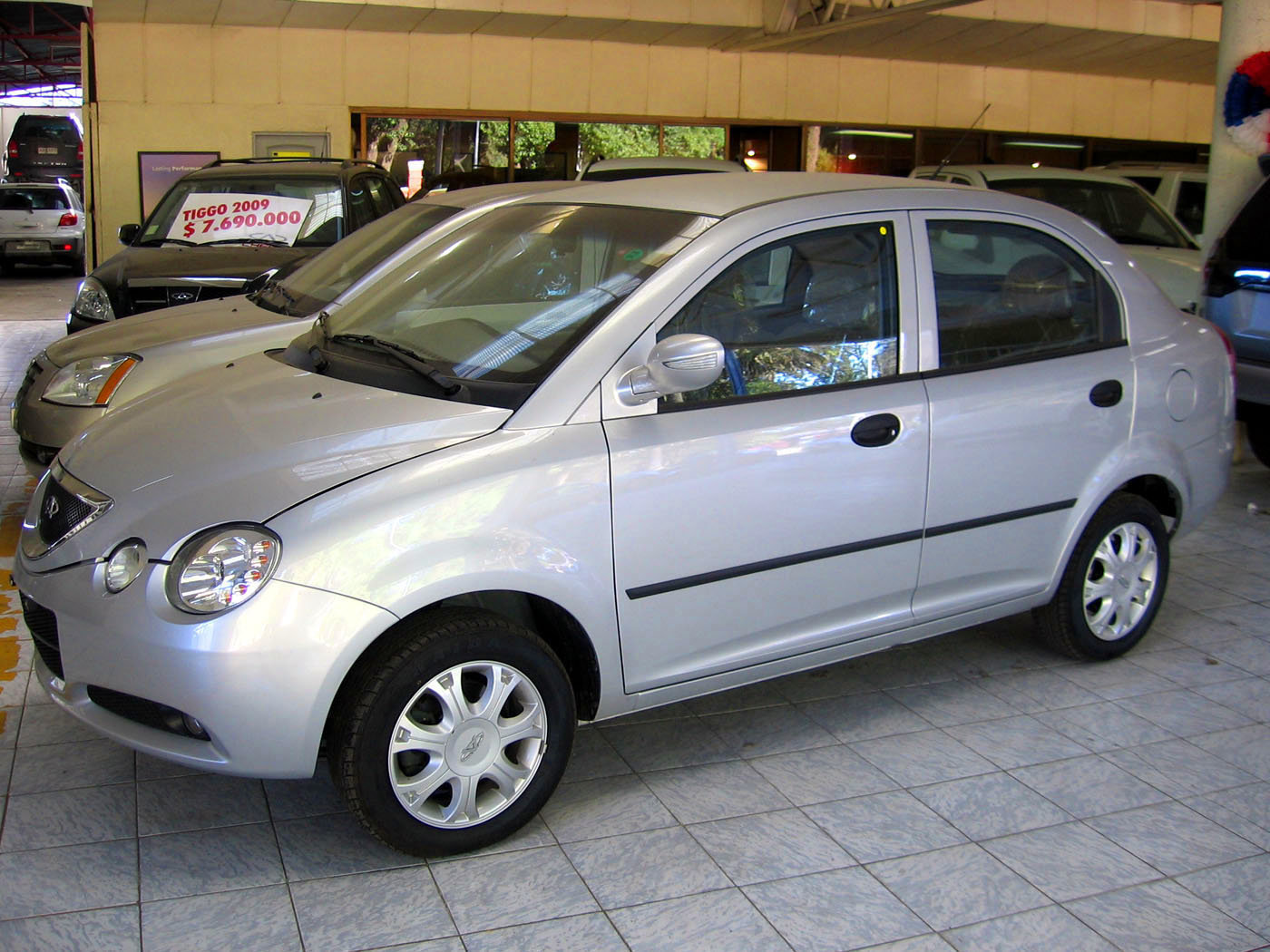
Chery Jaggi
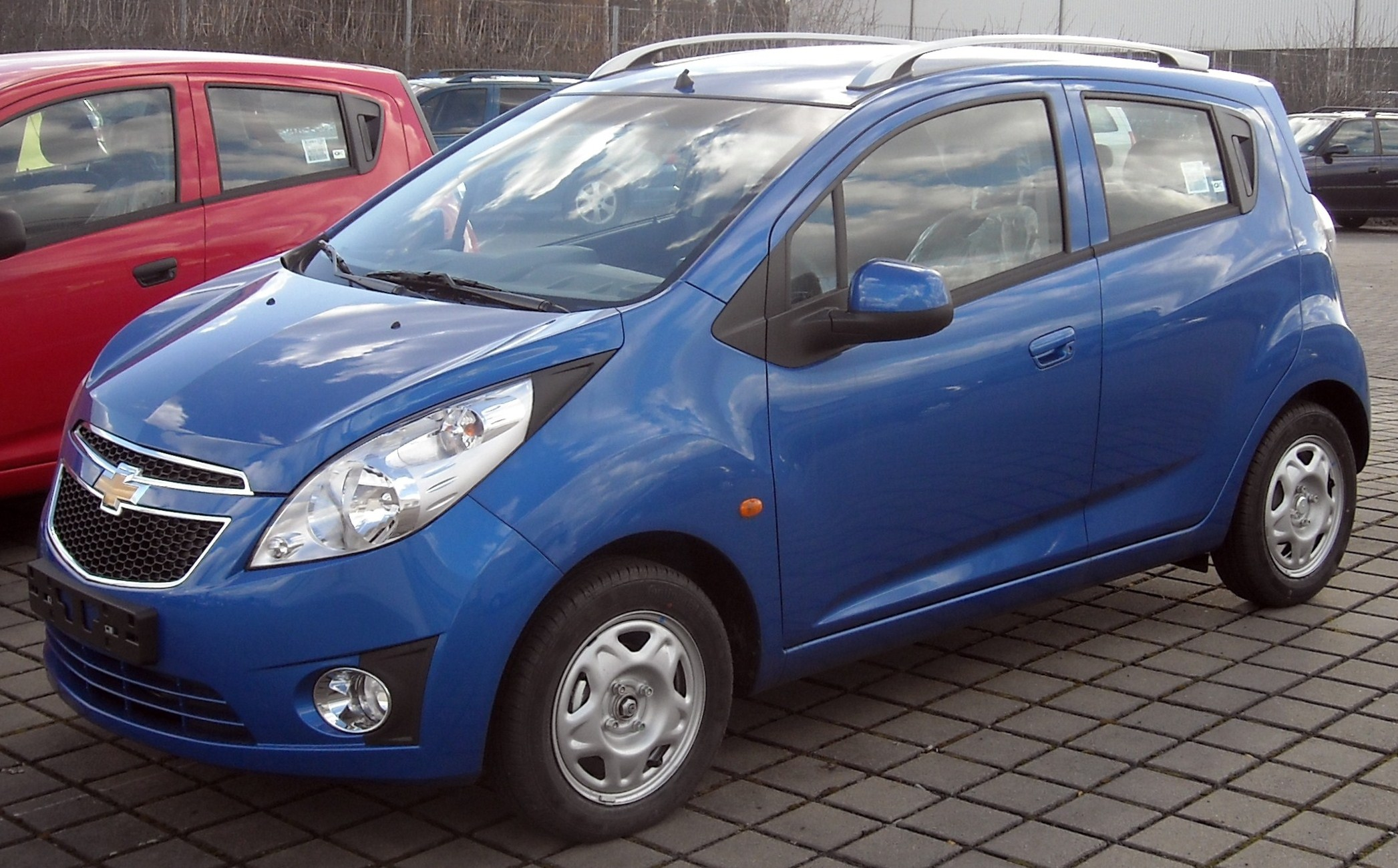
Chevrolet Matiz
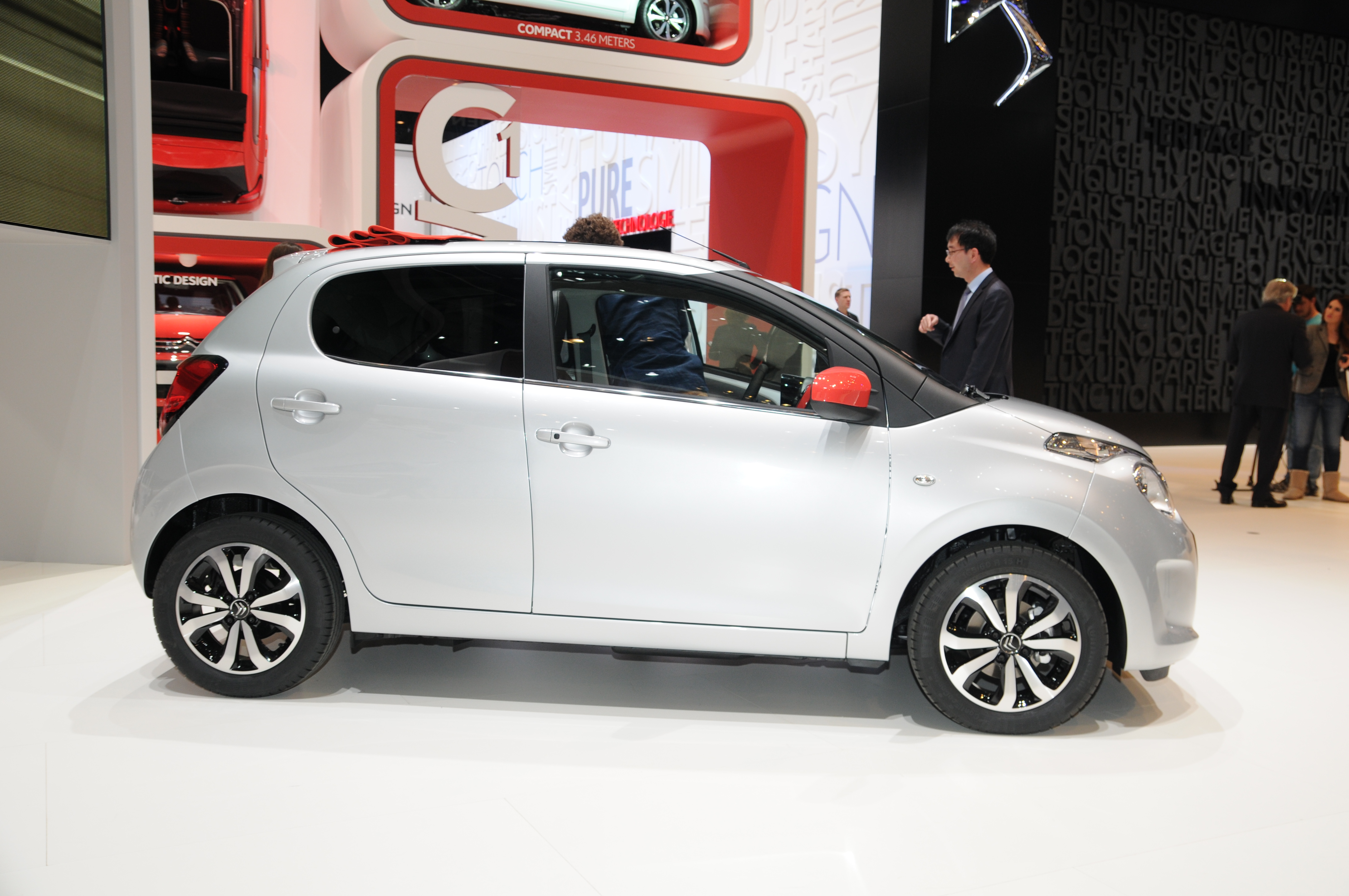
Citroën C1
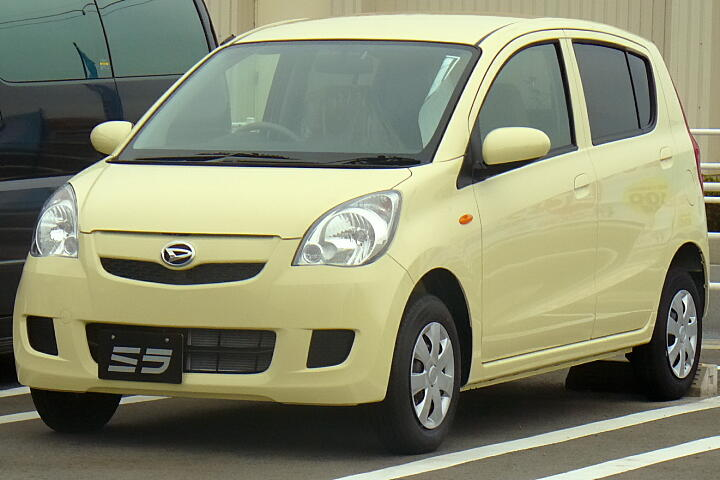
Daihatsu Cuore
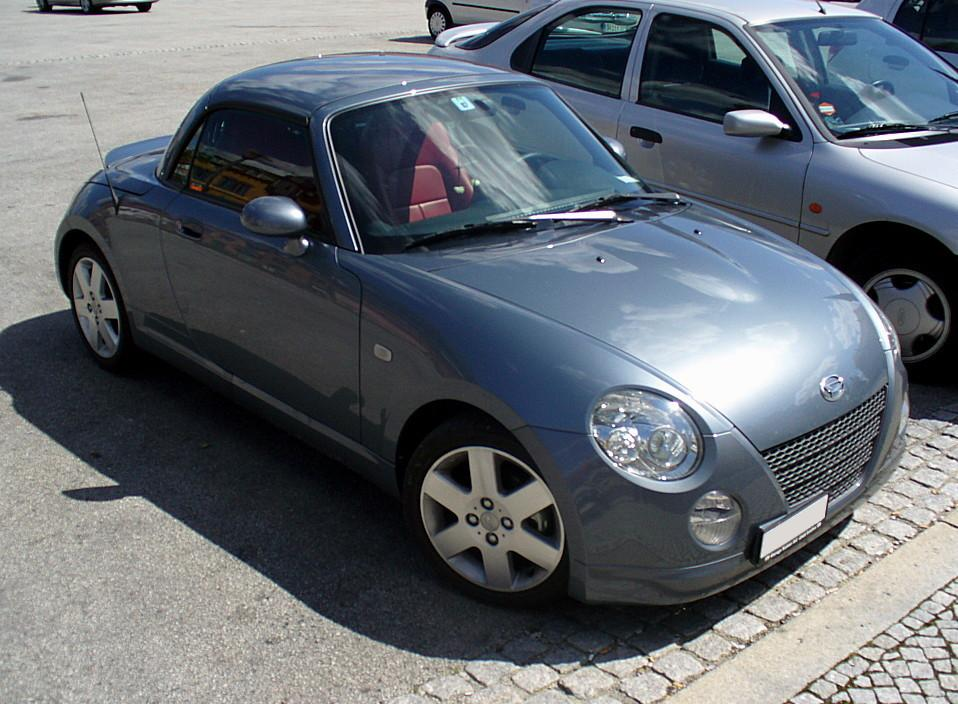
Daihatsu Copen
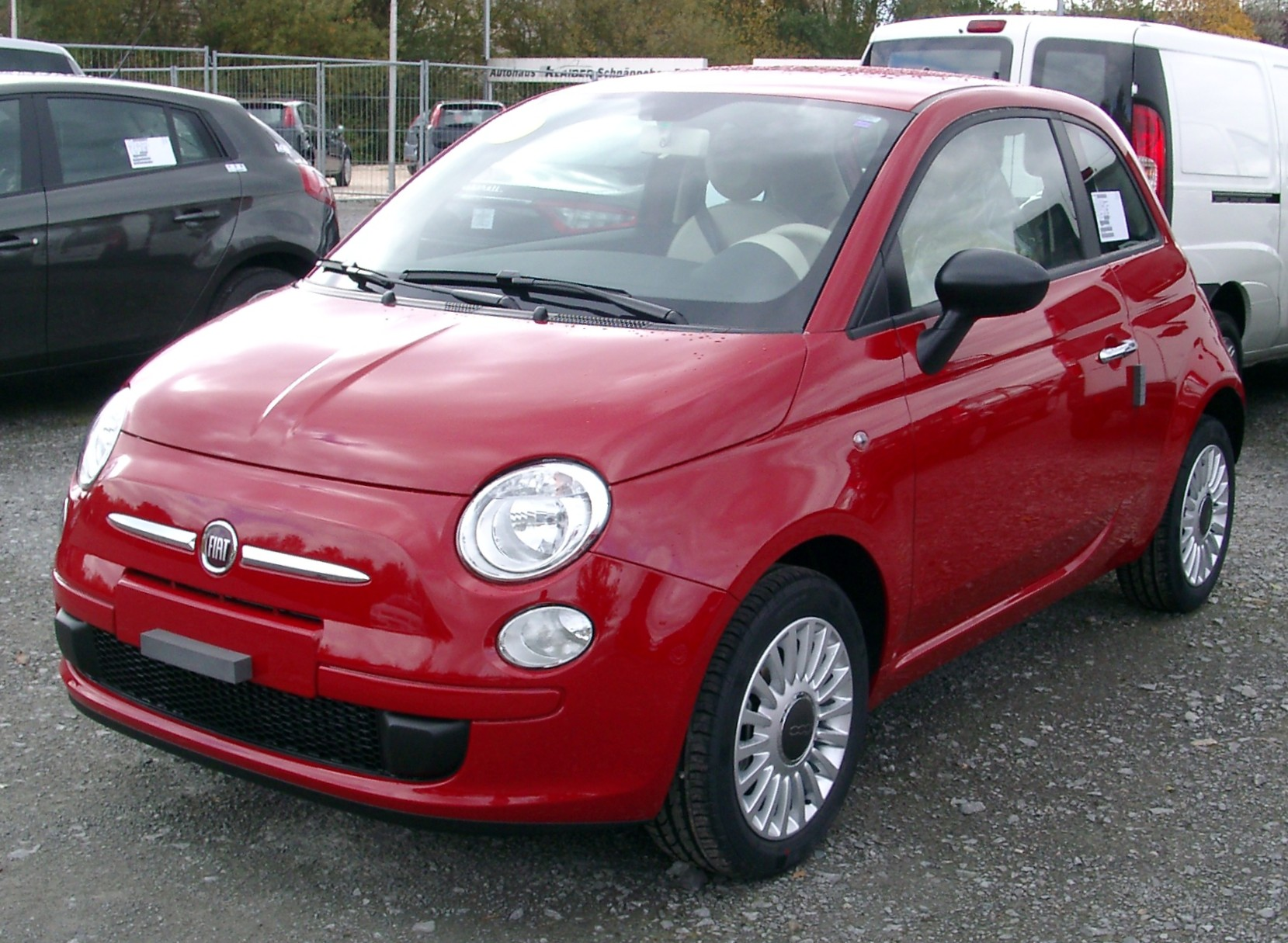
Fiat 500
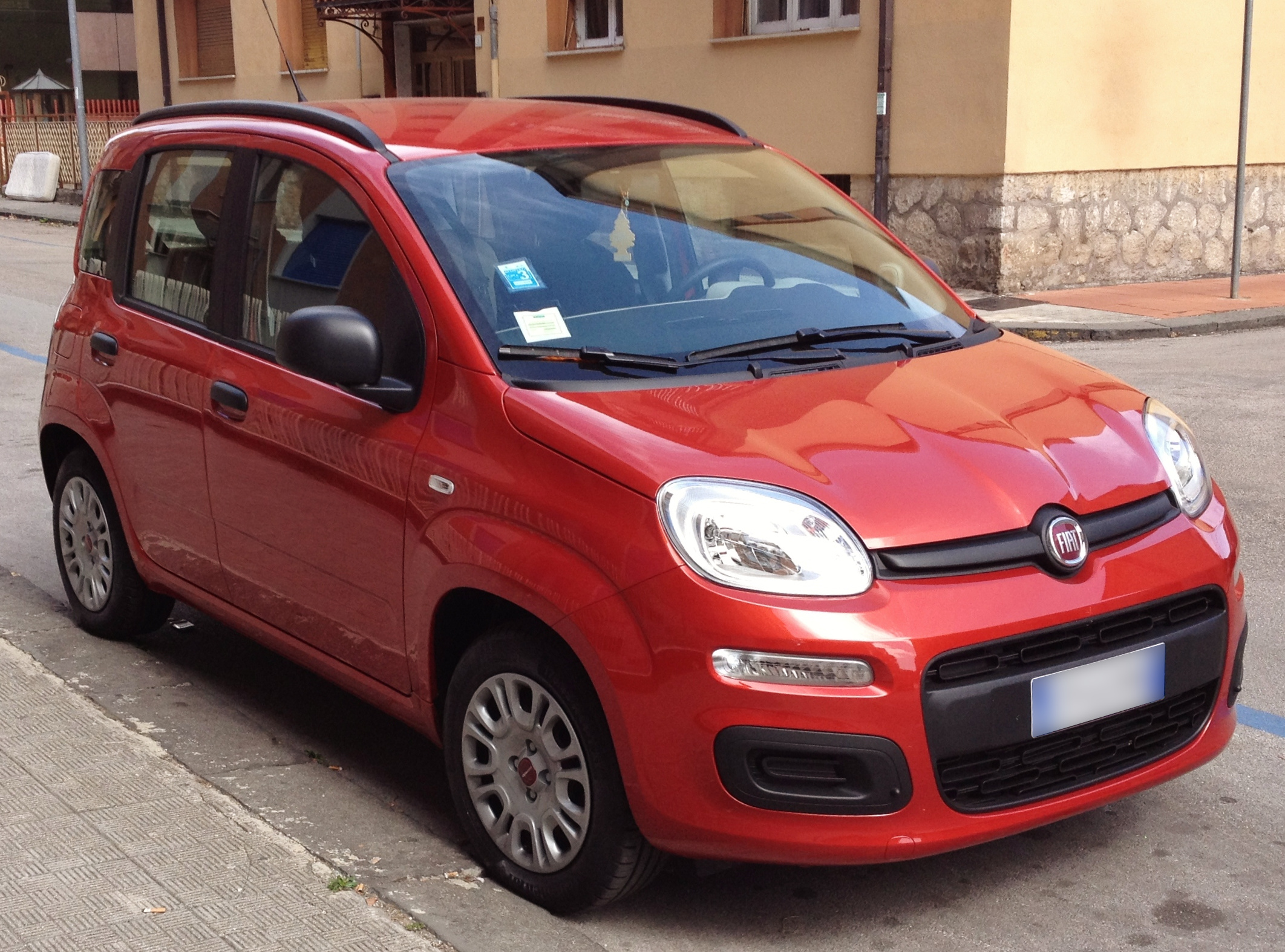
Fiat Panda
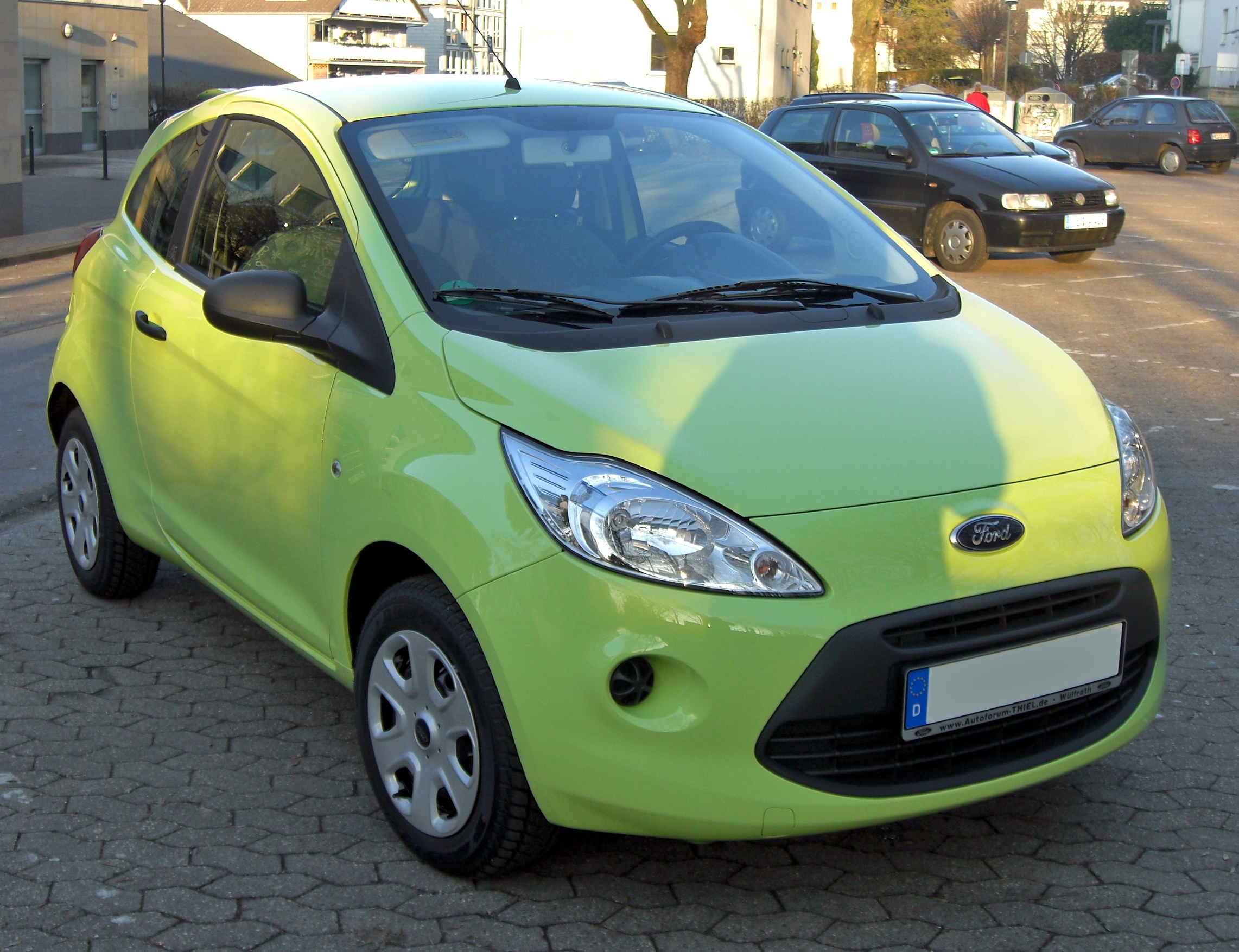
Ford Ka
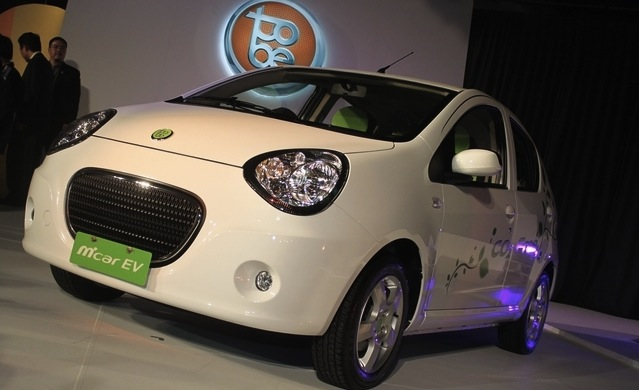
Geely Panda
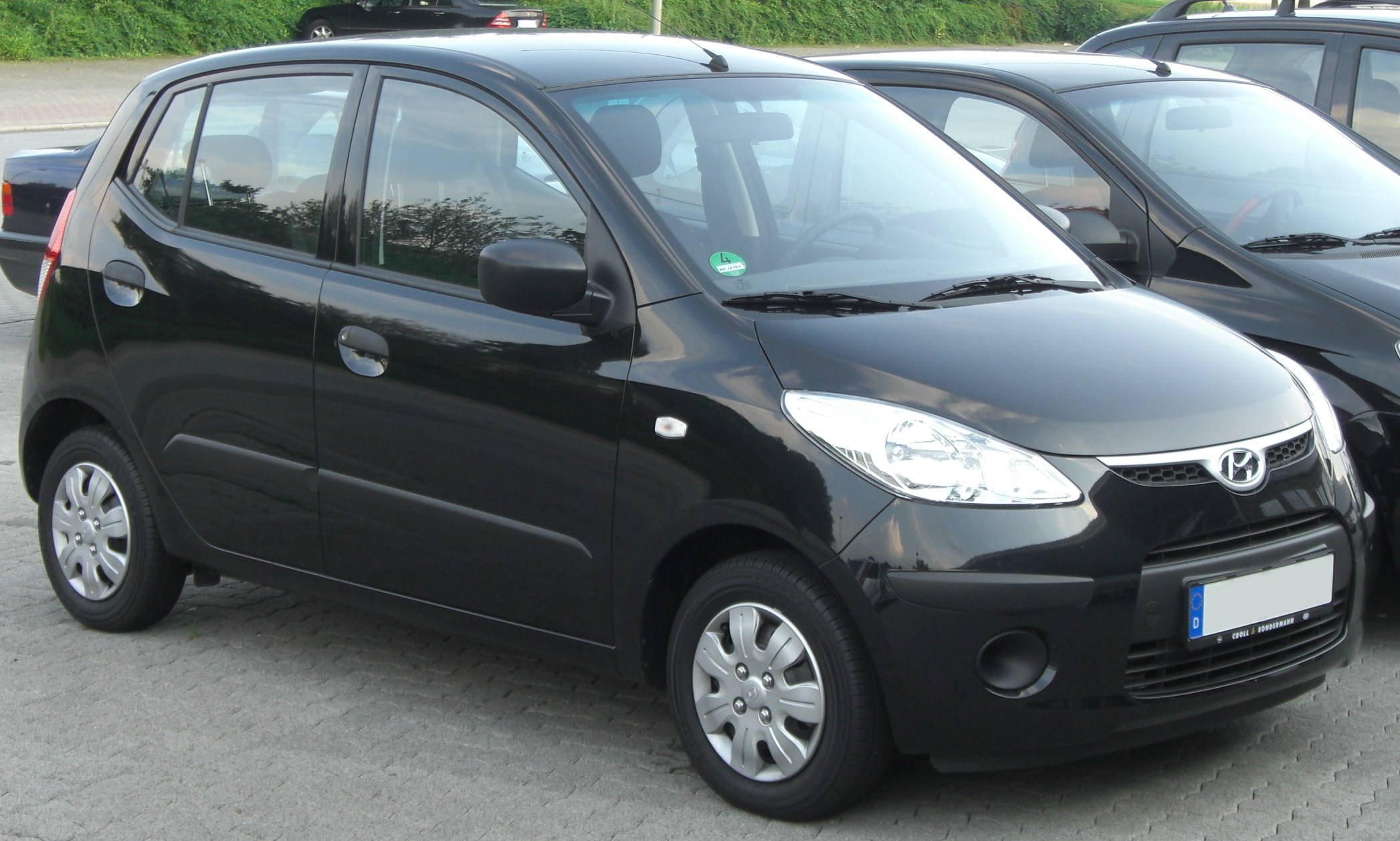
Hyundai i10
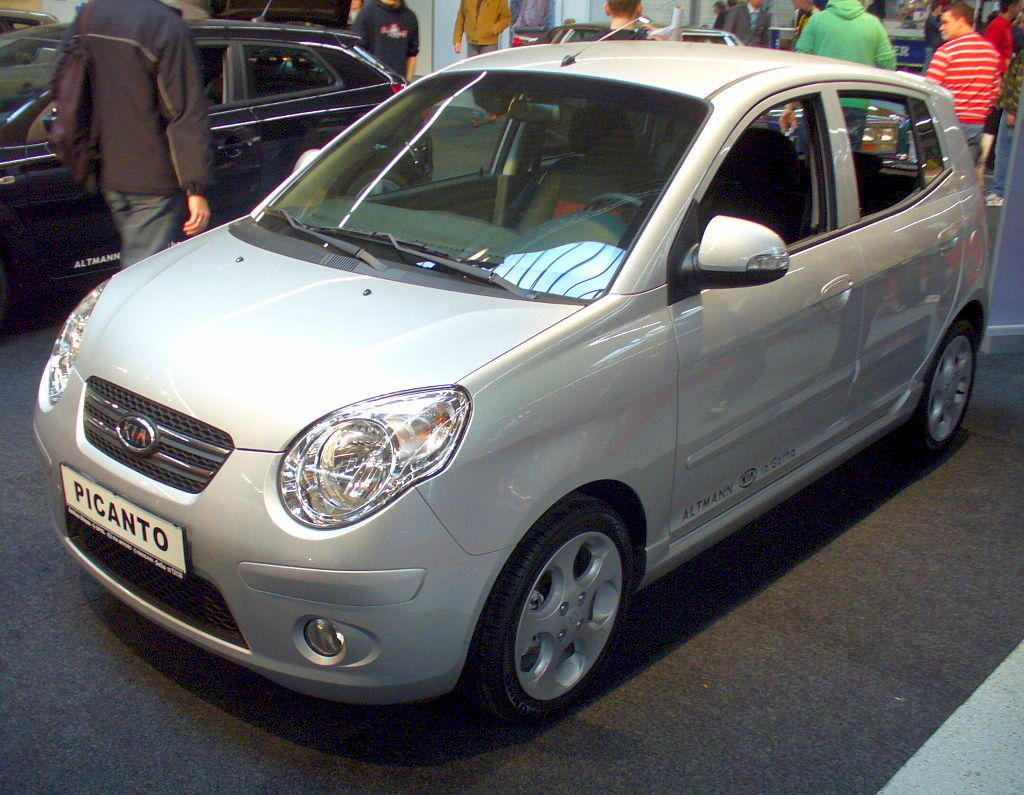
Kia Picanto
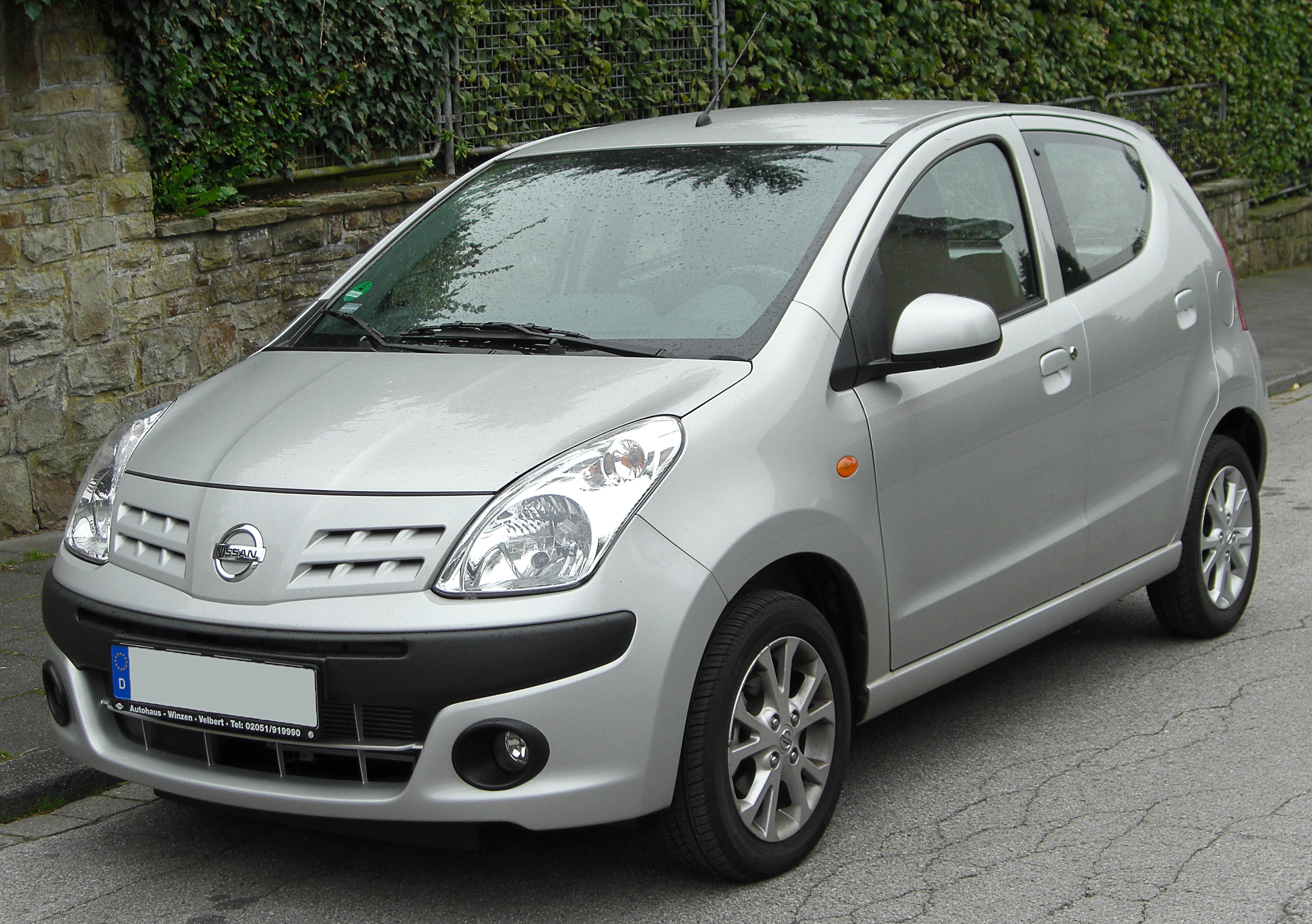
Nissan Pixo
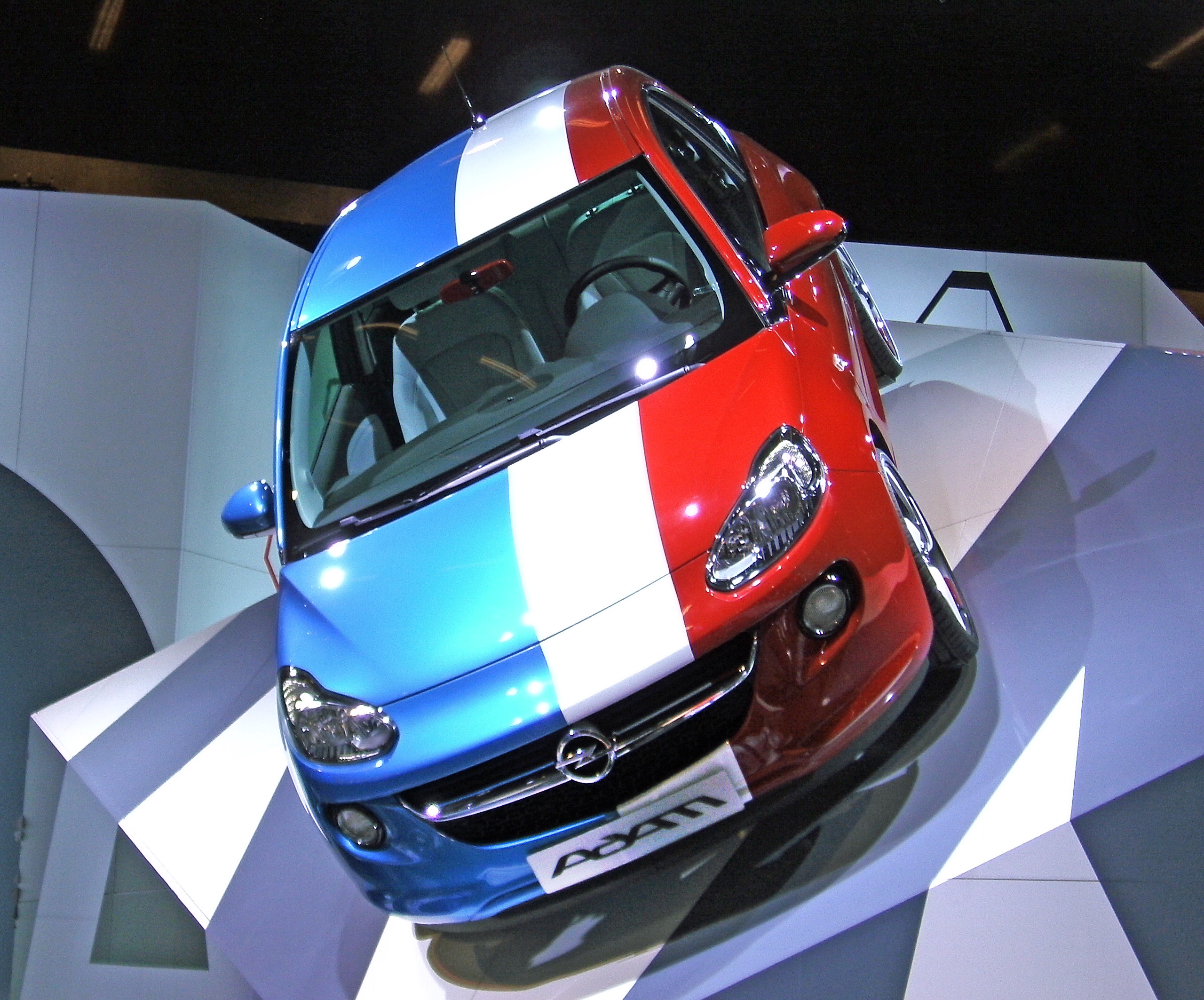
Opel Adam
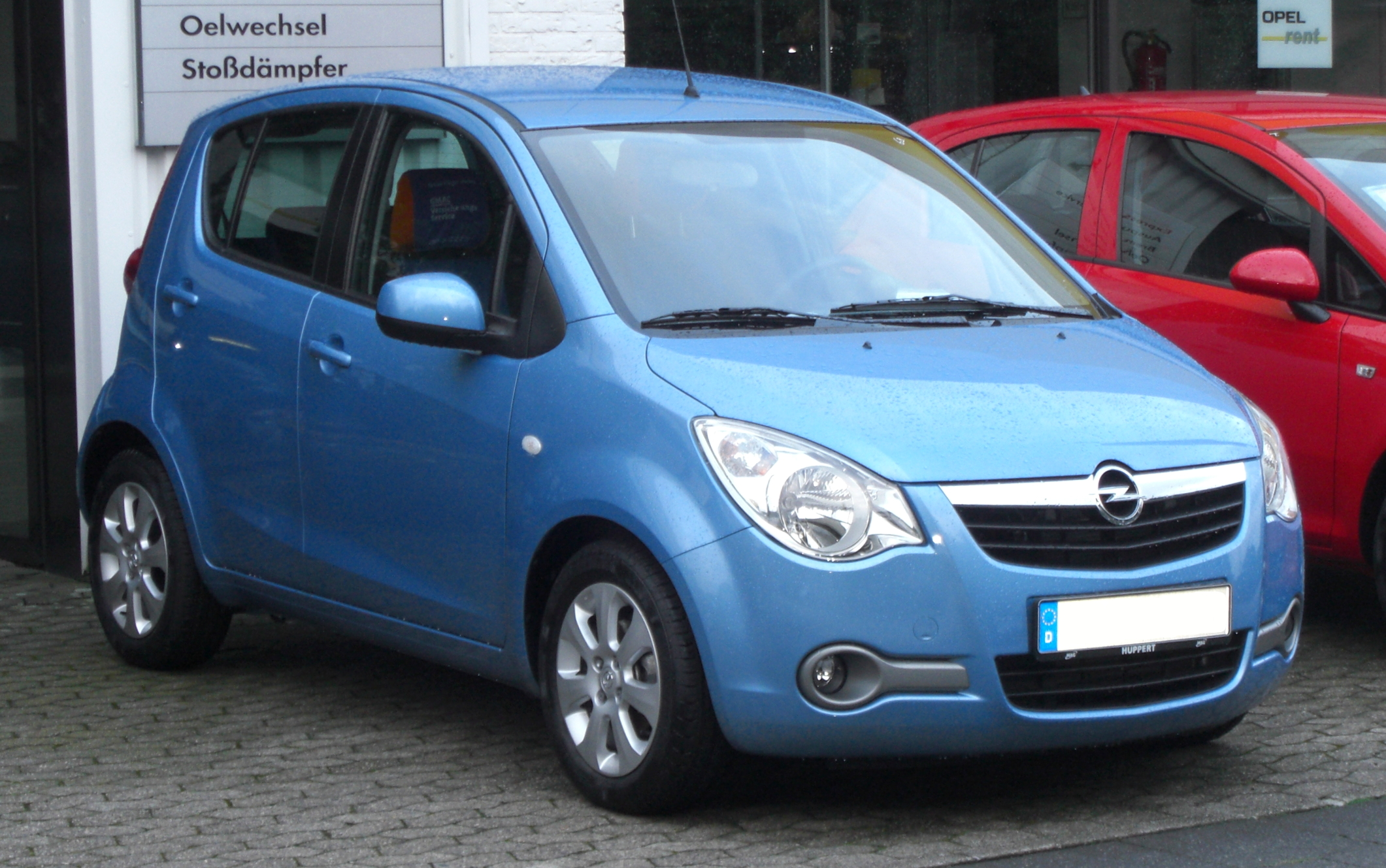
Opel Agila
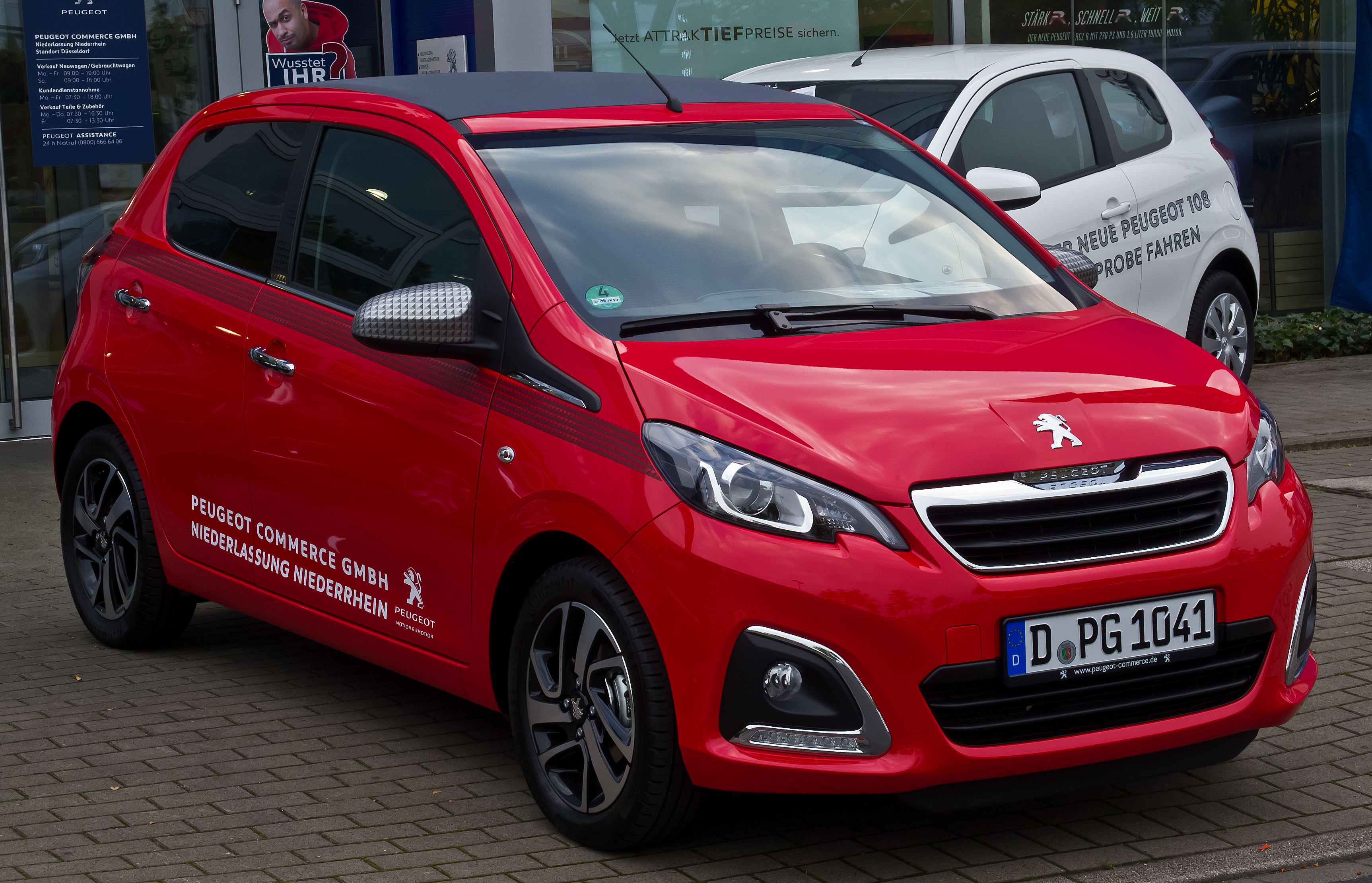
Peugeot 108
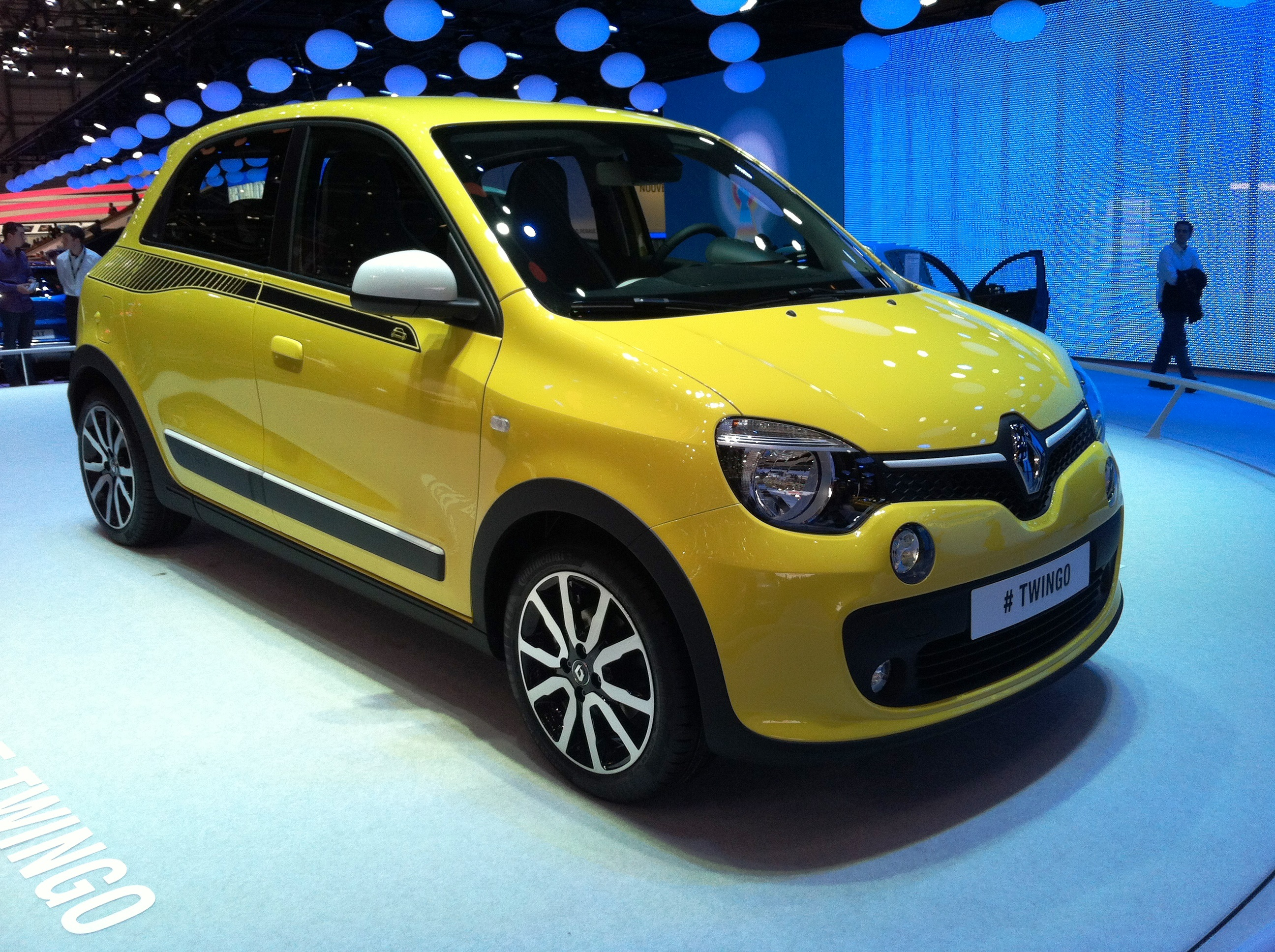
Renault Twingo
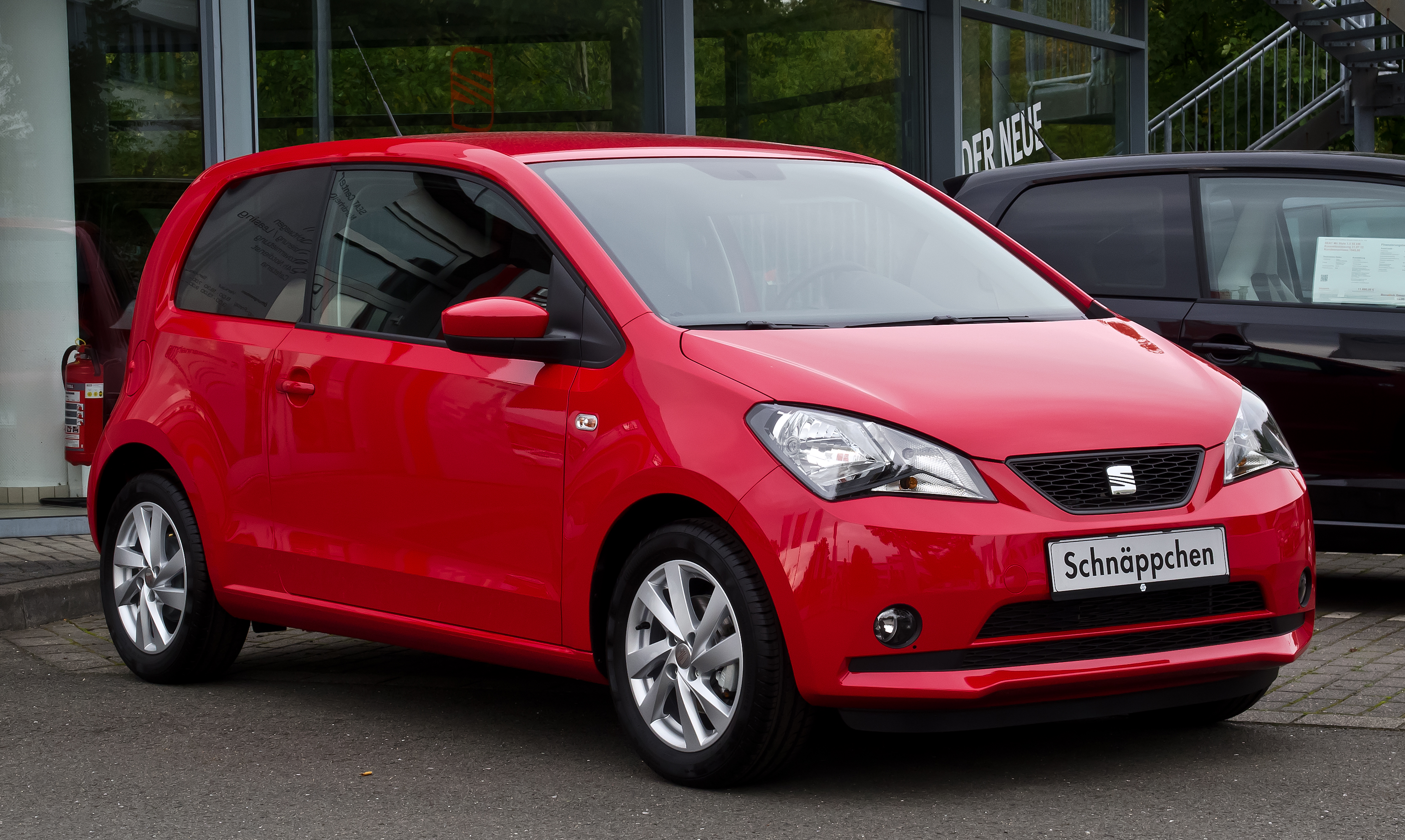
SEAT Mii
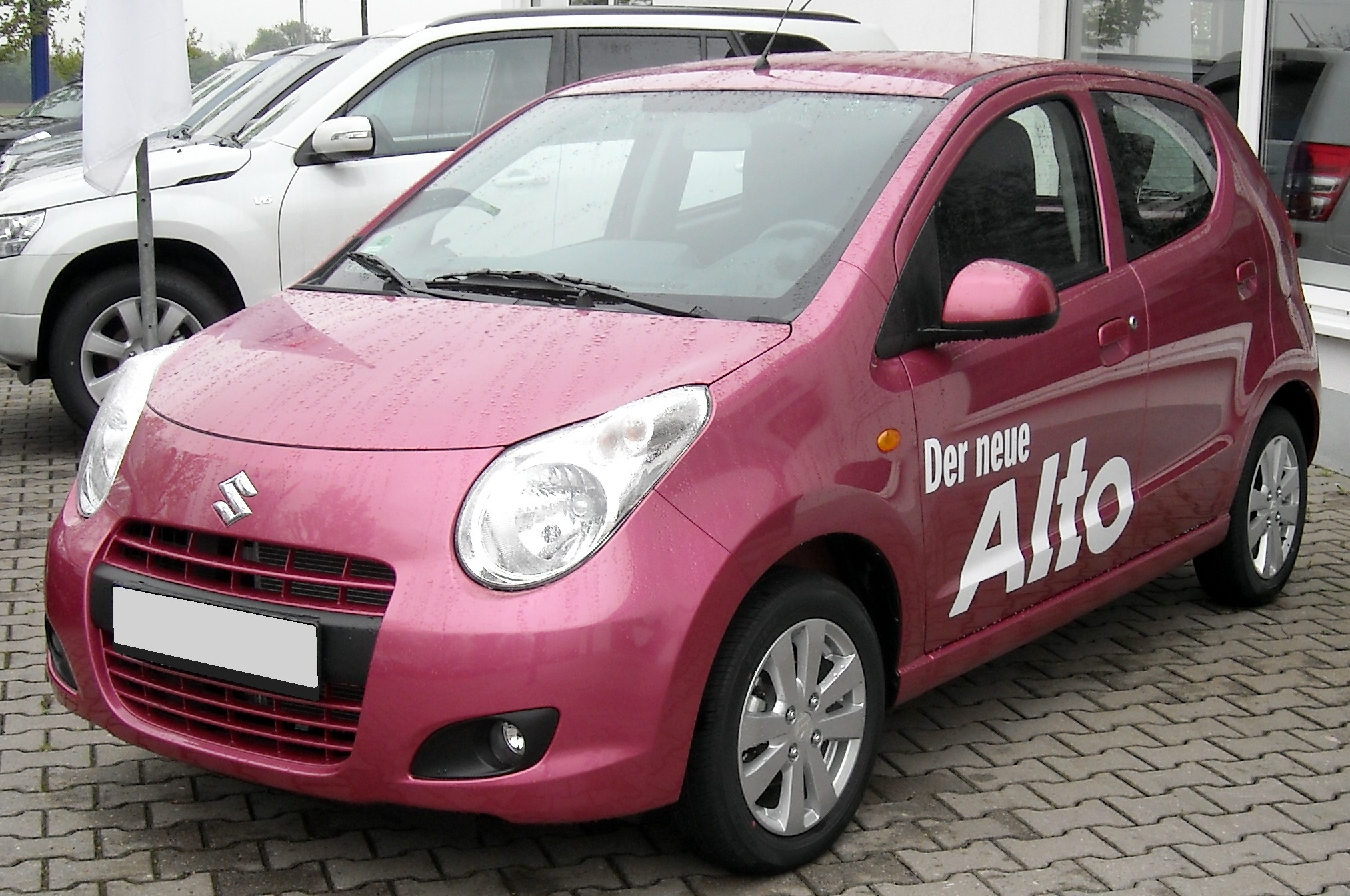
Suzuki Alto
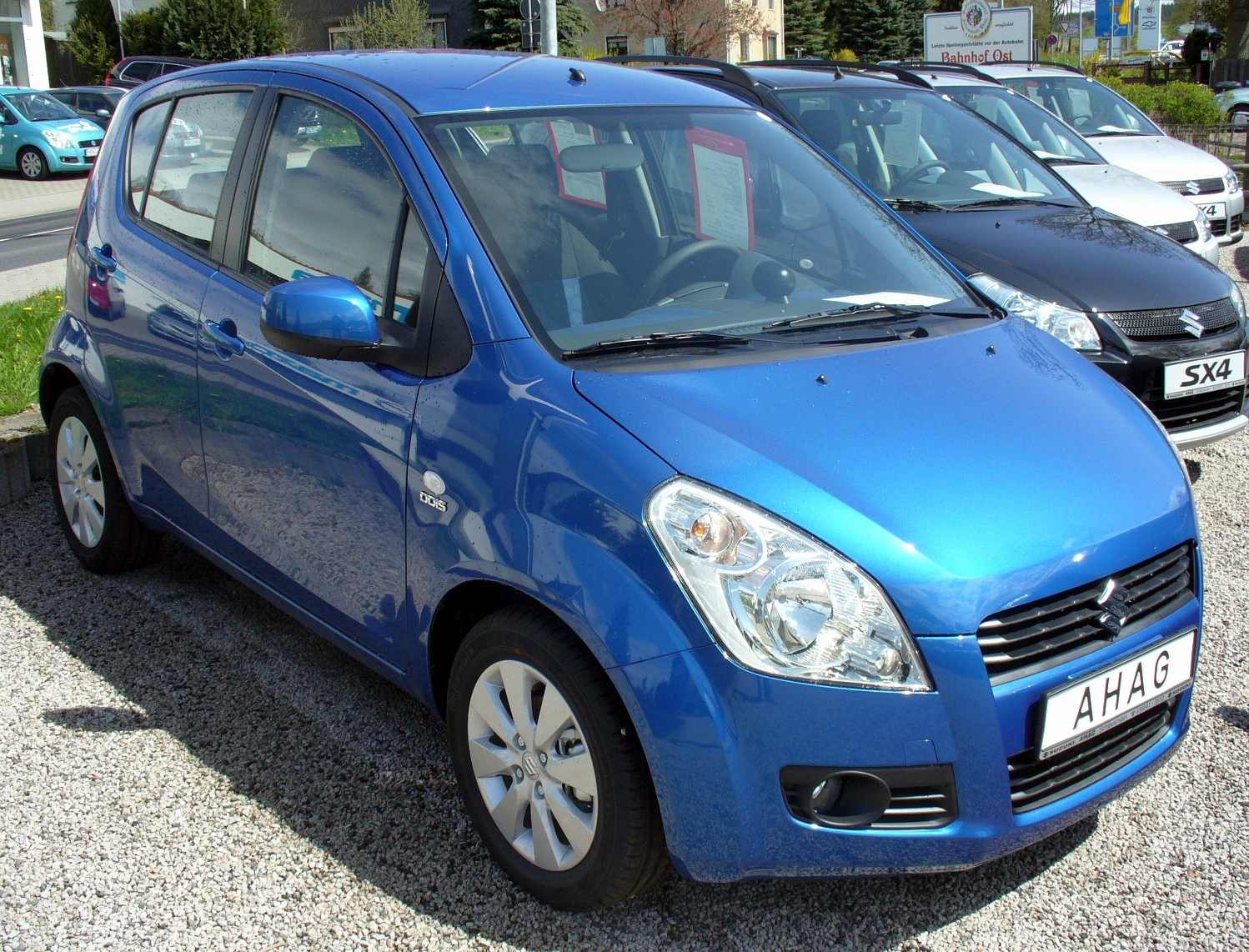
Suzuki Splash
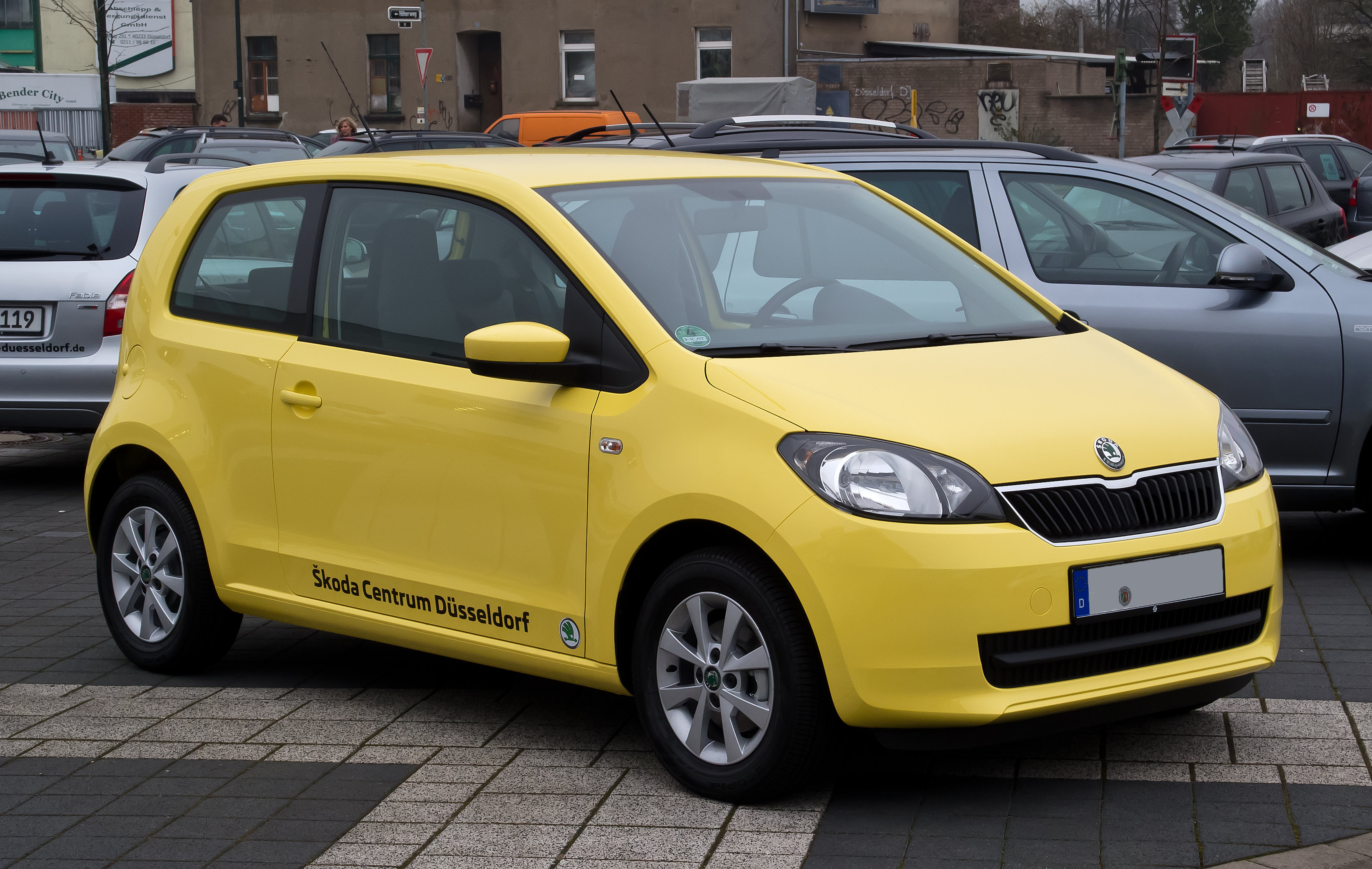
Škoda Citigo
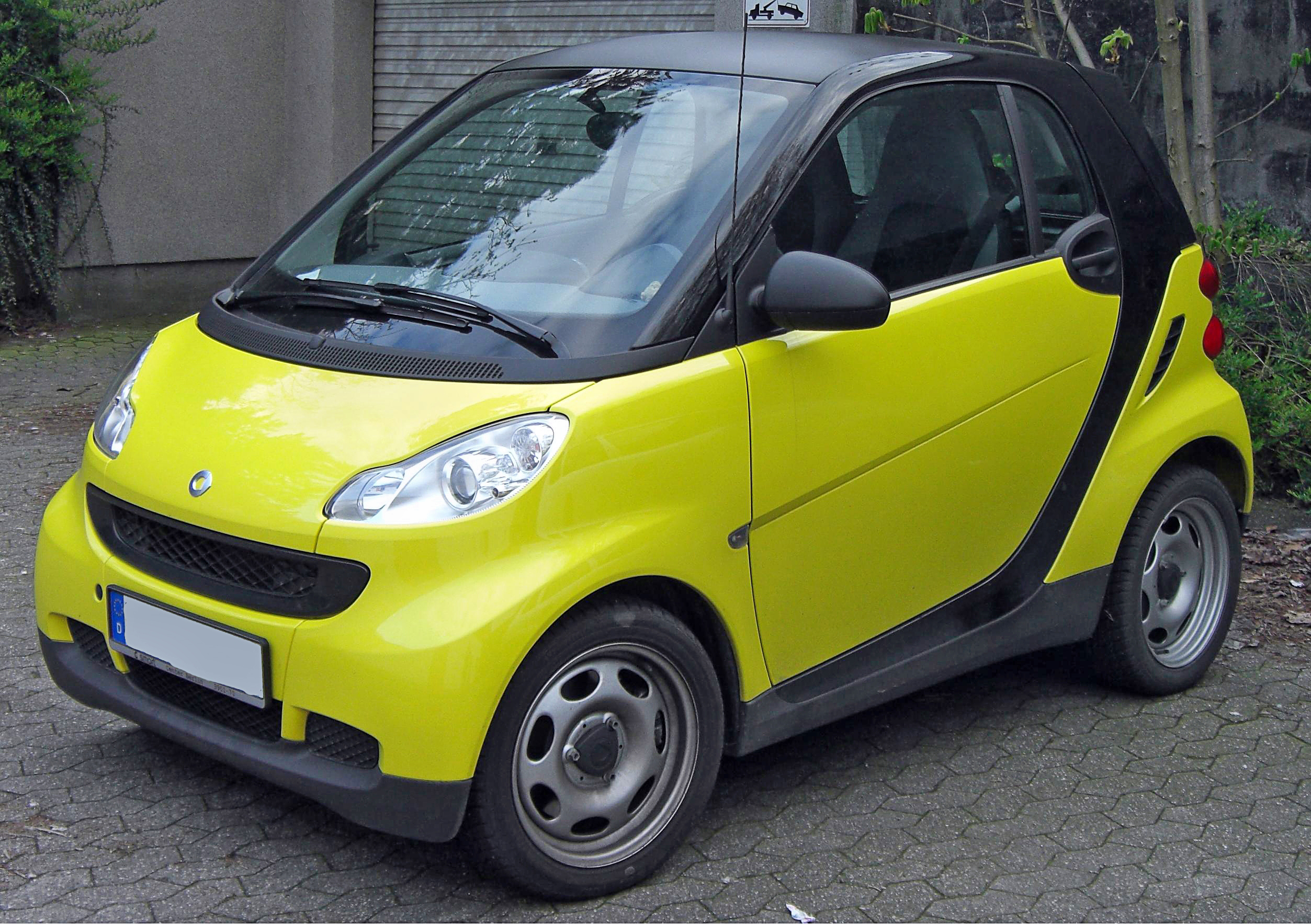
Smart Fortwo
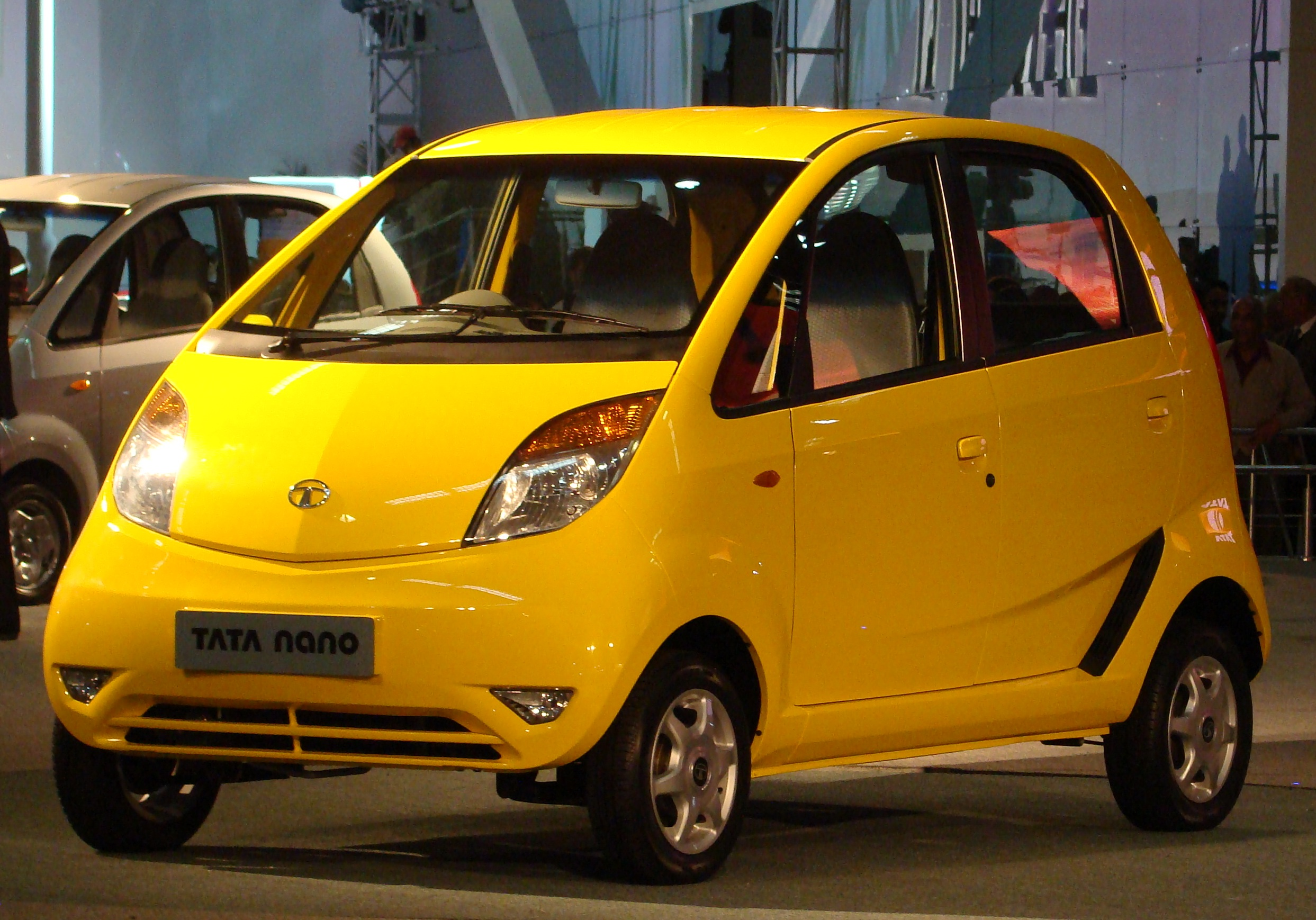
Tata Nano
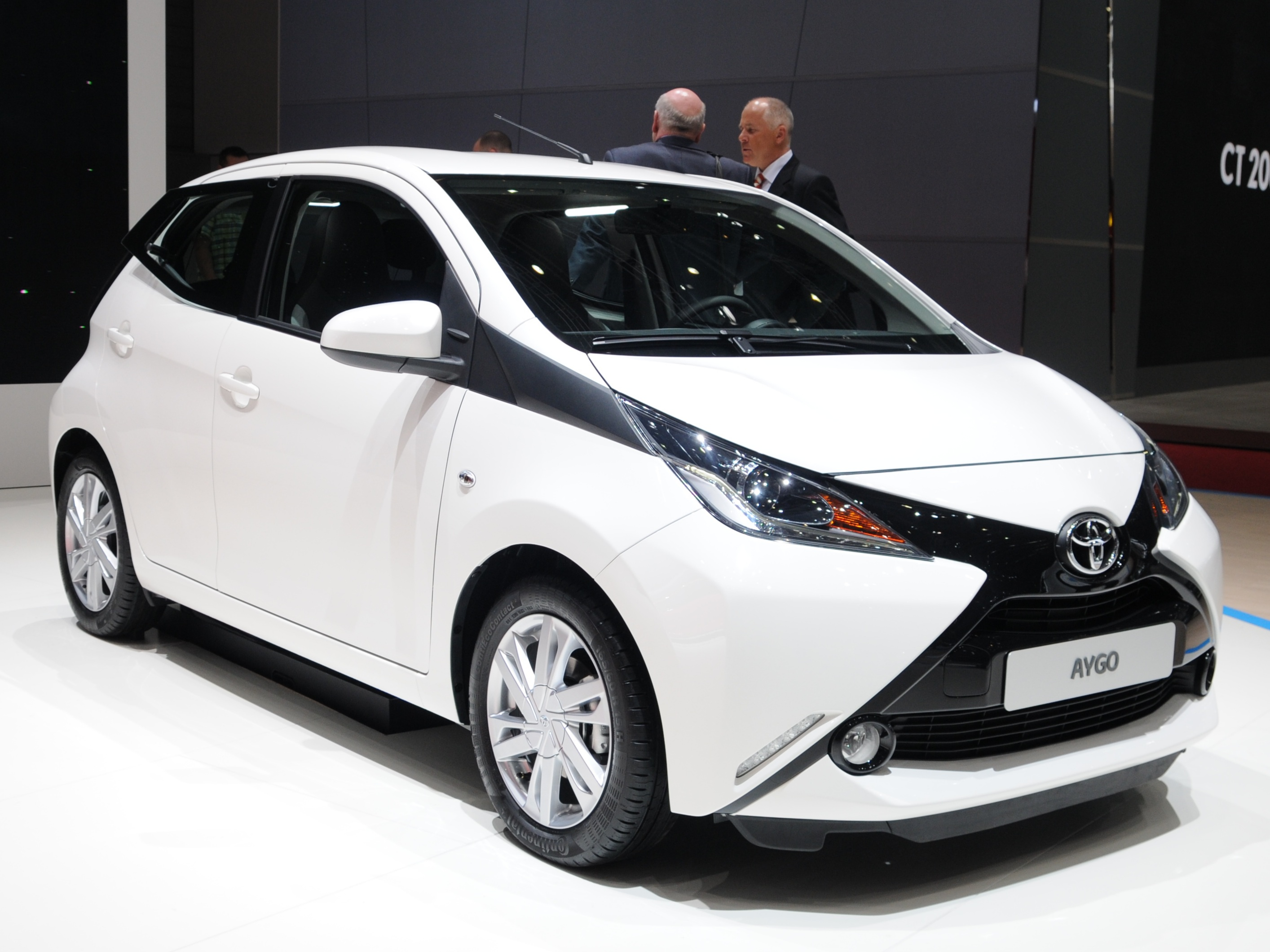
Toyota Aygo
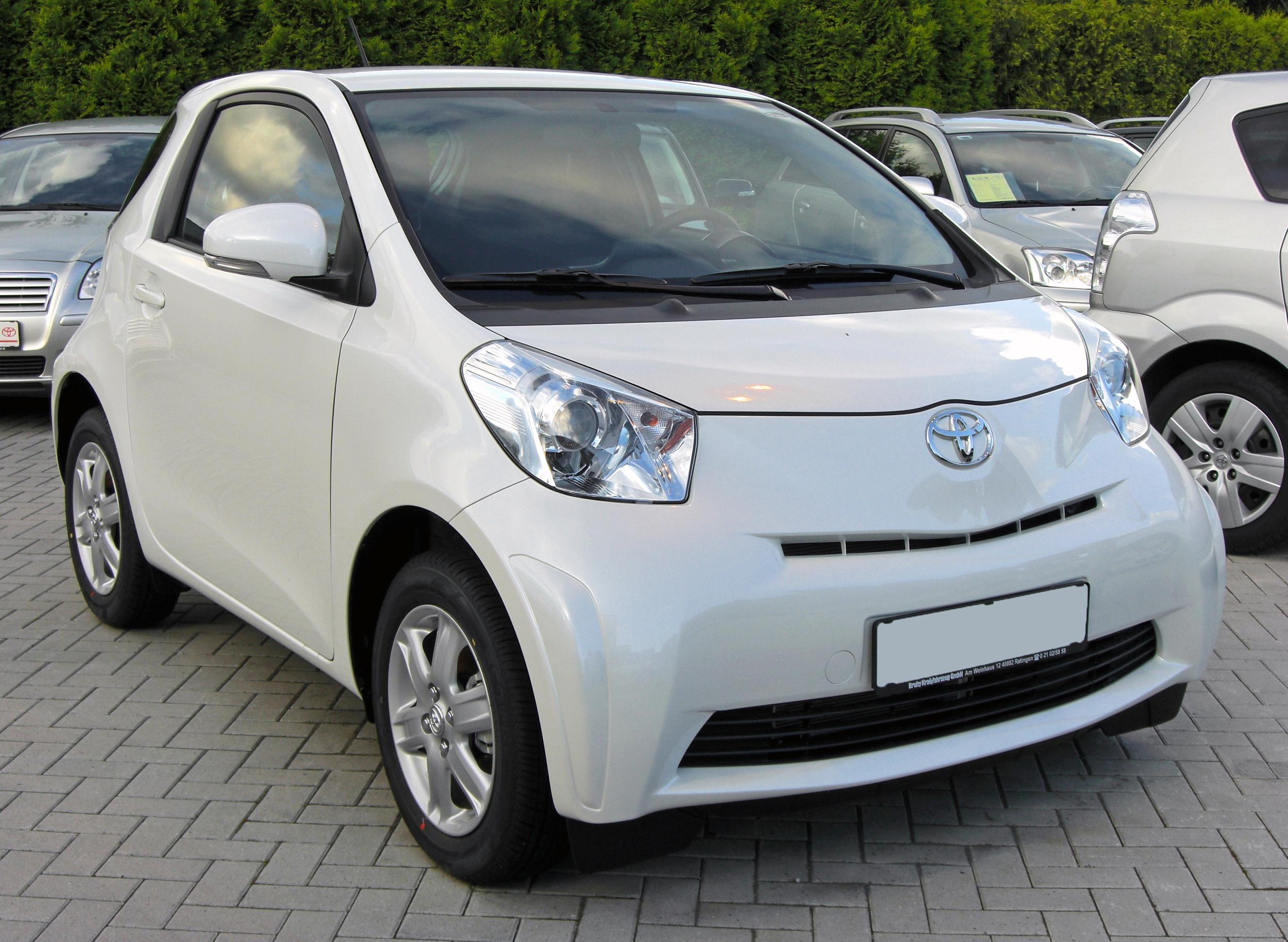
Toyota iQ
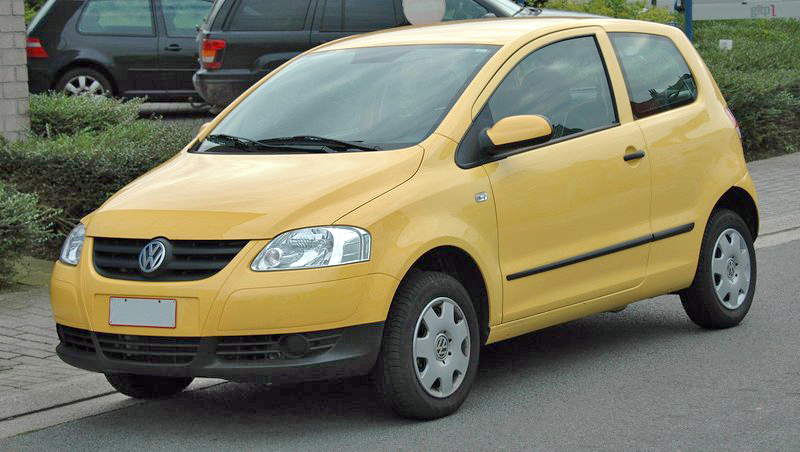
Volkswagen Fox
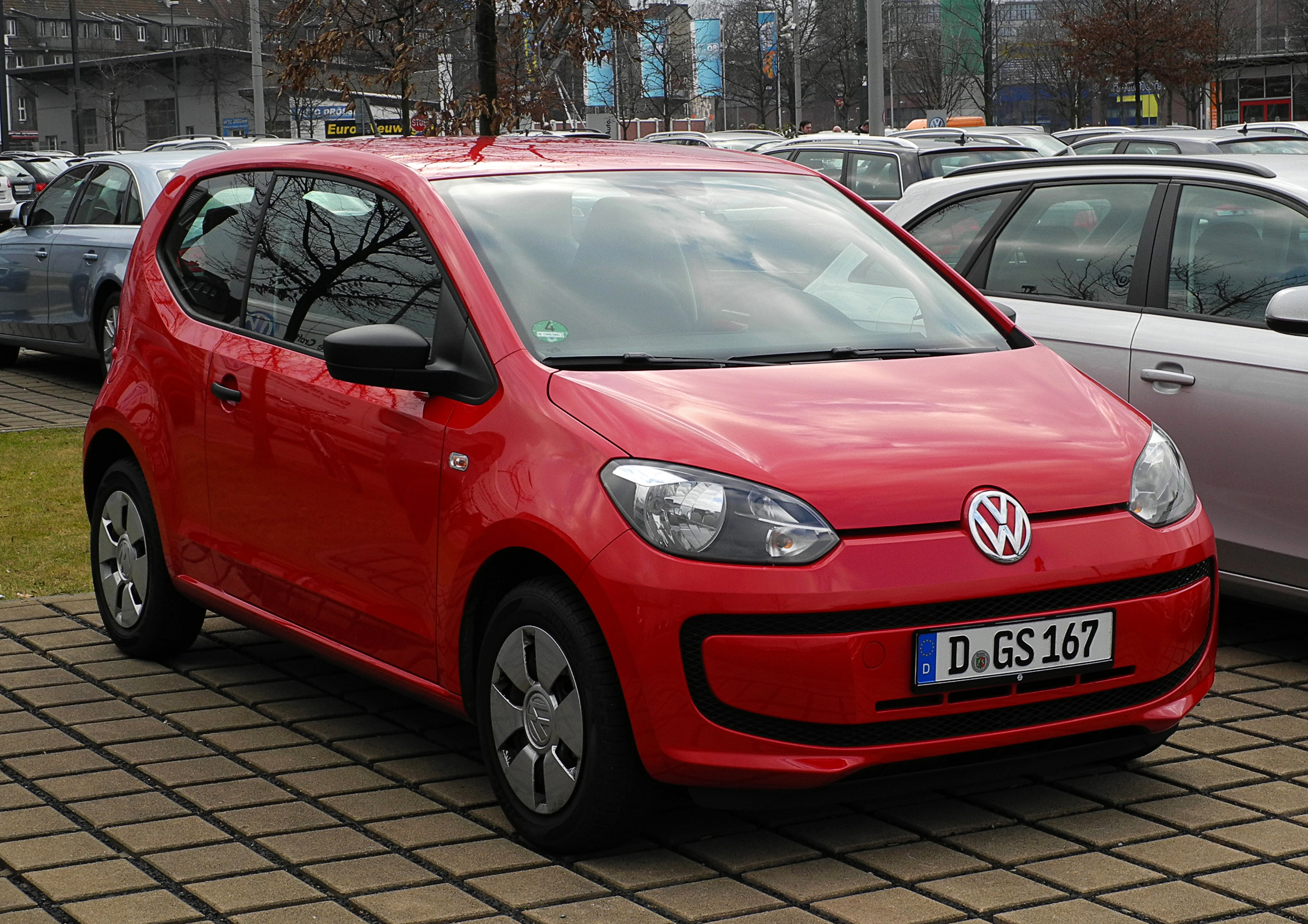
Volkswagen up!
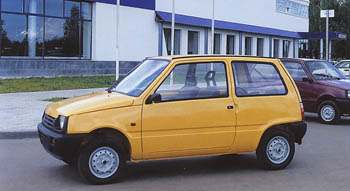
ВАЗ-1111 "Ока"